# Життя Ісуса (Гегель)
Життя Ісуса (нім. Das Leben Jesus) — книга німецького філософа Г. Ф. Гегеля. Написана в Берні 1795 року.
Праця не мала назви та за життя Гегеля не публікувалася. Вперше видано німецькою мовою 1907 року (Hegel. Theologische Jugendschriften. Tubingen, 1907).